# 捷詹
捷詹（羅馬化：Tedzhen）是土庫曼斯坦的城市，由阿哈爾州負責管轄，位於該國東南部卡拉庫姆沙漠的哈里河左岸，距離首都阿什哈巴德195公里，海拔高度161米，2009年人口77,024。中亚铁路经过该城。1990年代修建有通往伊朗马什哈德的铁路。

## 历史
据巴托尔德，该城曾在10至11世纪时使用过Tuzhen一名，阿明纽斯·范伯利认为该城的名字来自对这一区域的称呼tei-e hend （tei-e kent），即“下游的城市”之意。
在俄罗斯入侵中亚时，1883年该城被俄罗斯将领科马洛夫（Komarov）占领。1916年当地曾爆发过反抗俄罗斯统治的起义。“捷詹”是苏联时期的俄化翻译，沿用至今，现在有时也翻成帖振或德真。